# PM M1910
La PM M1910 (Пулемёт Максима образца 1910 года, Pulemyot Maxima obraztsa 1910 goda en rus, o "Metralladora Maxims Model 1910") era una metralladora pesant utilitzada per l'Imperi Rus durant la Primera Guerra Mundial i per l'exèrcit Roig durant la Guerra Civil Russa i la Segona Guerra Mundial. També va ser utilitzada en la Guerra de Corea i la Guerra del Vietnam, i algunes han sigut vistes a la Guerra al Donbàs.

## Història
Va ser adoptada el 1910, i era una variant de la metralladora Maxim, de Hiriam Maxim, que utilitzava munició de fusell russa de 7,62x54mmR. La M1910 estava usualment equipada amb una carreta de rodes i una placa de blindatge frontal. Va ser reemplaçada en 1943 per la metralladora SG-43 Goryunov, que en 1943, també comptava amb els mateixos accessoris que la M1910. Encara que va ser reemplaçada, la seva producció no va cessar fins a 1945. Endemés de la versió per a infanteria, hi havia versions antiaèries i navals.

## Variants
- Imperi Rus
  - Metralladora Maxim Model 1910 en una carreta amb rodes Sokolov (Пулемёт Максима обр. 1910 года на колёсном станке А.А. Соколова обр. 1910 года)[1]
  - Metralladora Maxim Model 1915 en una carreta amb rodes Kolesnikov (Пулемёт Максима обр. 1910 года на колёсном станке Колесникова обр. 1915 года)[1]
- Unió Soviètica
  - La Metralladora Maxim Model 1910/30 en una carreta amb rodes Vladimirov (Пулемёт Максима образца 1910/30 года на колёсном станке С.В. Владимирова обр. 1931 года)[1]
  - Maxim-Tokarev
  - Metralladora PV-1
  - ZPU-4 (Зенитная пулемётная установка М-4 образца 1931 года)
- Finlàndia
  - Maxim M/09-21
  - Maxim M/32-33
- Segona República Polonesa
  - Maxim wz. 1910/28

## Usuaris
- Imperi Austrohongarès[2]
- Bulgària
- República de la Xina
- República Popular de la Xina
- Estònia
- Ucraïna
- Finlàndia
- Hongria[2]
- Iran
- Corea del Nord
- República Popular de Mongòlia
- Polònia – Maxim wz. 1910 and Maxim wz. 1910/28
- Corea del Sud
- Imperi Rus / Moviment Blanc
- República Socialista Federada Soviètica de Rússia
- Romania- Des de la dècada de 1940 fins (com a mínim) la dècada de 1970
- Segona República Espanyola
- Unió Soviètica
- Turquia
- Vietnam del Nord
- Letònia

## Galeria

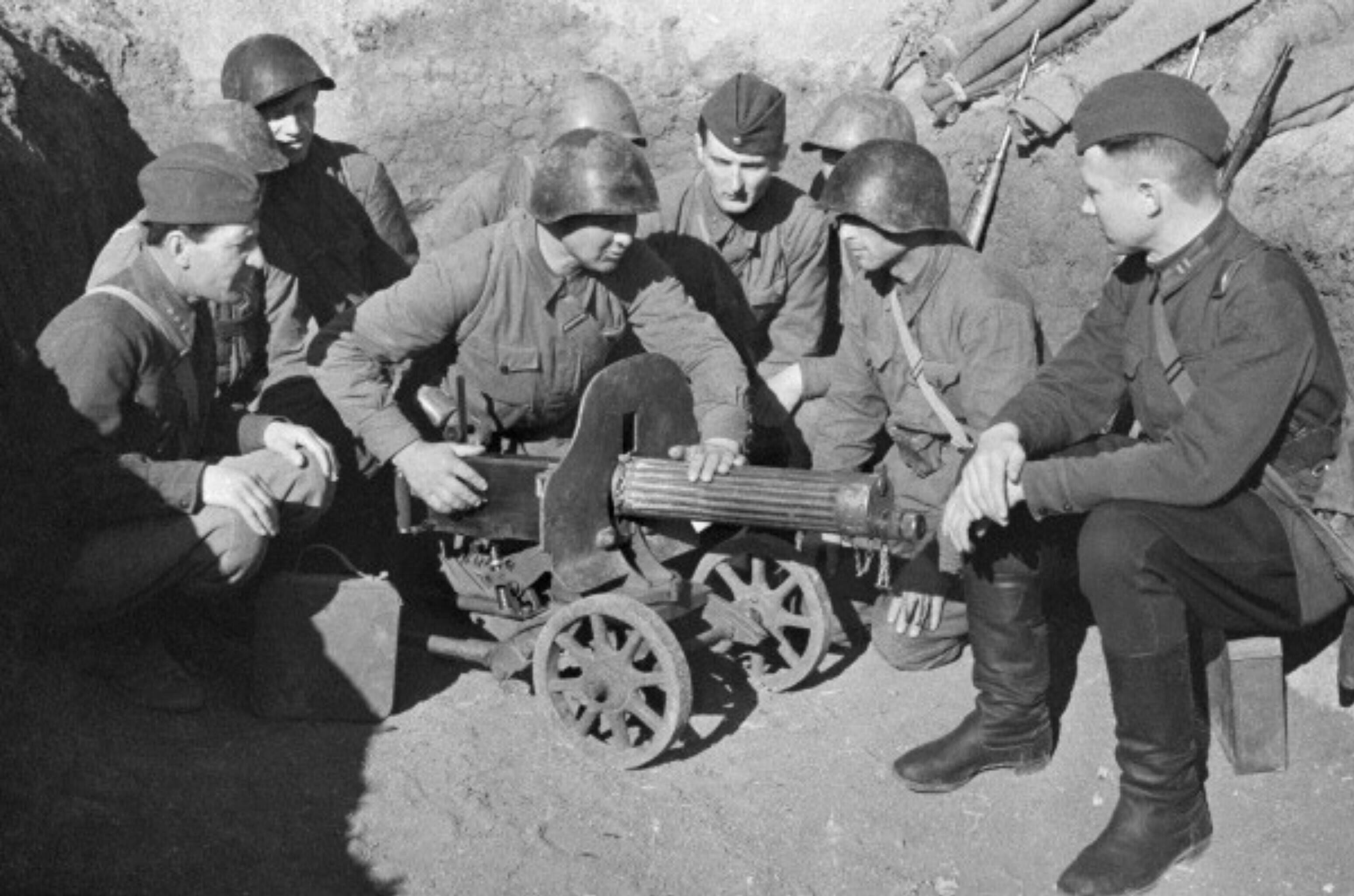
Tropes soviètiques sent instruïdes per a utilitzar la M1910.
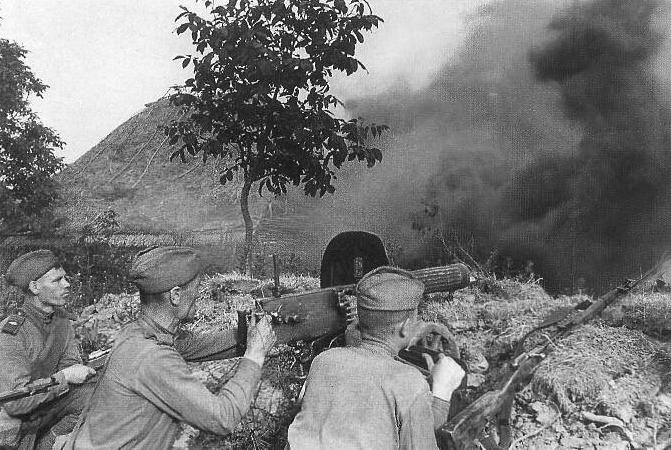
Tiradors de metralladora soviètics amb una M1910 a la batalla de Kursk.
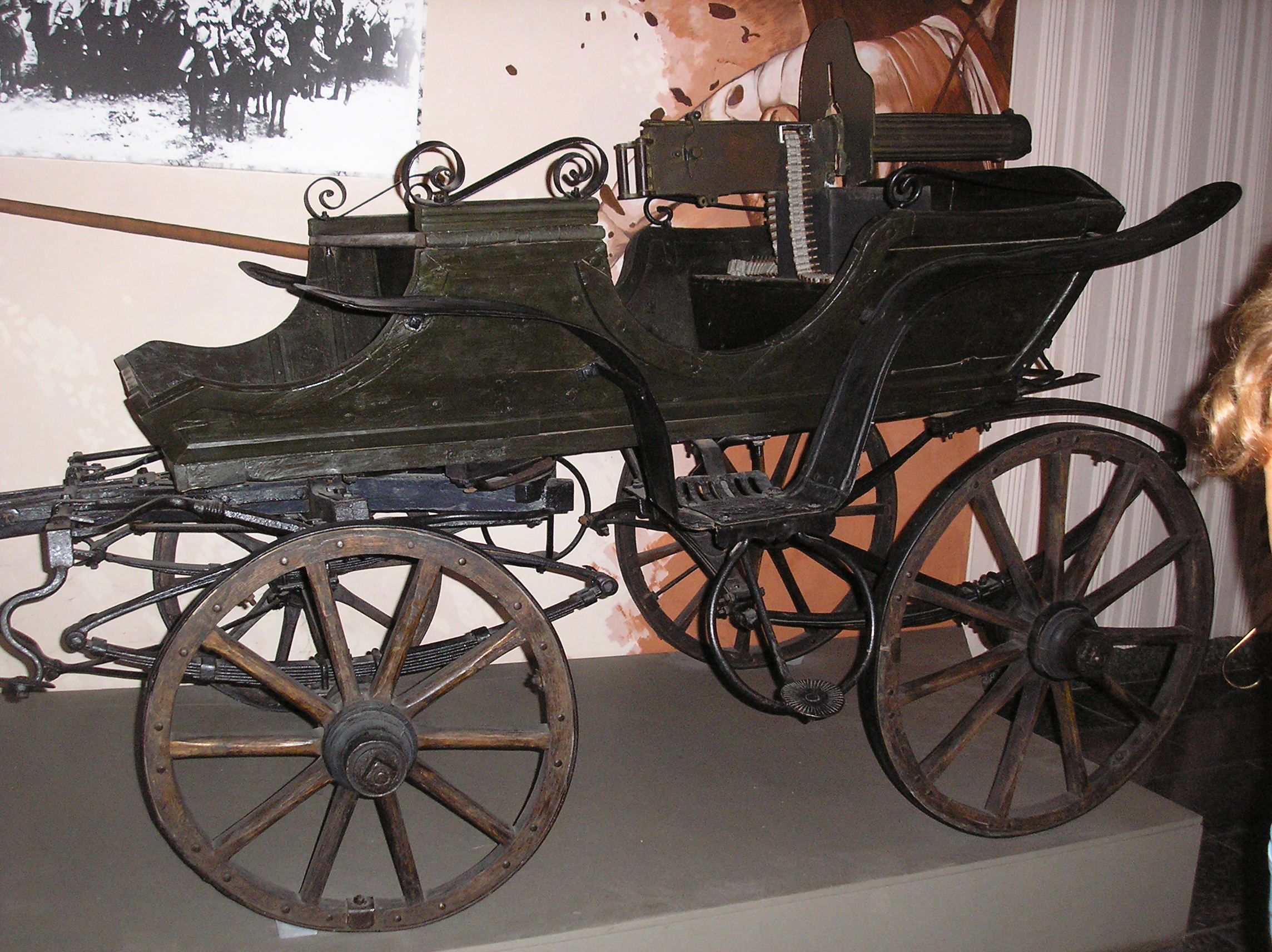
Una tatxanka de l'Exèrcit Roig en una exposició. Està montada amb una PM M1910.
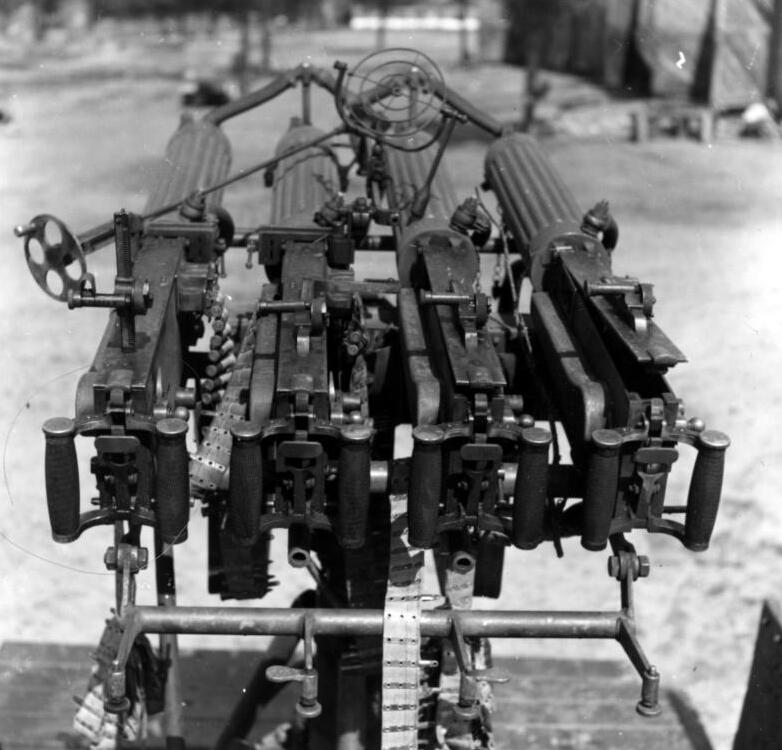
Quatre metralladores M1910 montades—la primera arma antiaèria ZPU-.